# Arló
Arló ist eine ungarische Großgemeinde im Kreis Ózd im Komitat Borsod-Abaúj-Zemplén.

## Geografische Lage und Klima
Arló liegt in Nordungarn, ungefähr 40 Kilometer westlich des Komitatssitzes Miskolc, sechs Kilometer südwestlich der Stadt Ózd. Nachbargemeinden sind Járdánháza und Borsodszentgyörgy.
Der jährliche Durchschnittstemperatur beträgt +8,5 °C, die Höchsttemperaturen durchschnittlich +15,5 °C, die niedrigsten in den Wintermonaten liegen bei ca. −20 °C.

## Gemeindepartnerschaften
- Bretka, Slowakei
- Corund, Rumänien
- Hnúšťa, Slowakei

## Söhne und Töchter der Gemeinde
- József Tengely (1910–1940), Partisan

## Sehenswürdigkeiten
- Heimatmuseum (Tájház)
- Jagdhaus Ivánkapuszta (Ivánkapusztai vadászház), erbaut um 1910
- József-Tengely-Relief, erschaffen von István Kissunyi
- Landschaftsschutzgebiet Tarnavidéki Tájvédelmi Körzet
- Millenniumspark (Millecentenáriumi park és emlékmű)
- Römisch-katholische Kirche Szent Mihály főangyal, erbaut im 18. Jahrhundert (Neobarock)
- See (Suvadásos tó)
- Standbild von Károly Kós (Kós Károly szobra)

Jagdhaus Ivánkapuszta in Arló

## Flora und Fauna
Die Bestände der Flora im Gebiet von Arló zählt zu der ungarischen Pannonicum. Waldrodungen von einst und heutige Einflüsse sorgten für Mangel an Baumbeständen. Dies führte dazu, dass sich baumlose Landschaften mit neuartigen Pflanzenwelt bildeten.
In der Landschaft der Großgemeinde sind über 70 geschützte und 6 besonders geschützte Vogelarten registriert, u. a. der Wespenbussard, Habicht, Weißrückenspecht, Grauspecht, Schwarzspecht und das Haselhuhn. An den Gewässern und Süßwassersammlungen ist die Anzahl der Amphibien groß, der Nördliche Kammmolch, Erdkröte, Springfrosch, Grasfrosch, Gelbbauchunke außerdem Ringelnatter, Schlingnatter, Äskulapnatter, Mauereidechse und die Östliche Smaragdeidechse sind vorzufinden.

## Verkehr
Durch Arló verläuft die Hauptstraße Nr. 25. Der nächstgelegene Bahnhof befindet sich ungefähr sechs Kilometer nördlich in Ózd.